# Pritchardia pacifica
Pritchardia pacifica är en enhjärtbladig växtart som beskrevs av Berthold Carl Seemann och Hermann Wendland. Pritchardia pacifica ingår i släktet Pritchardia och familjen Arecaceae. Inga underarter finns listade i Catalogue of Life.

## Bildgalleri

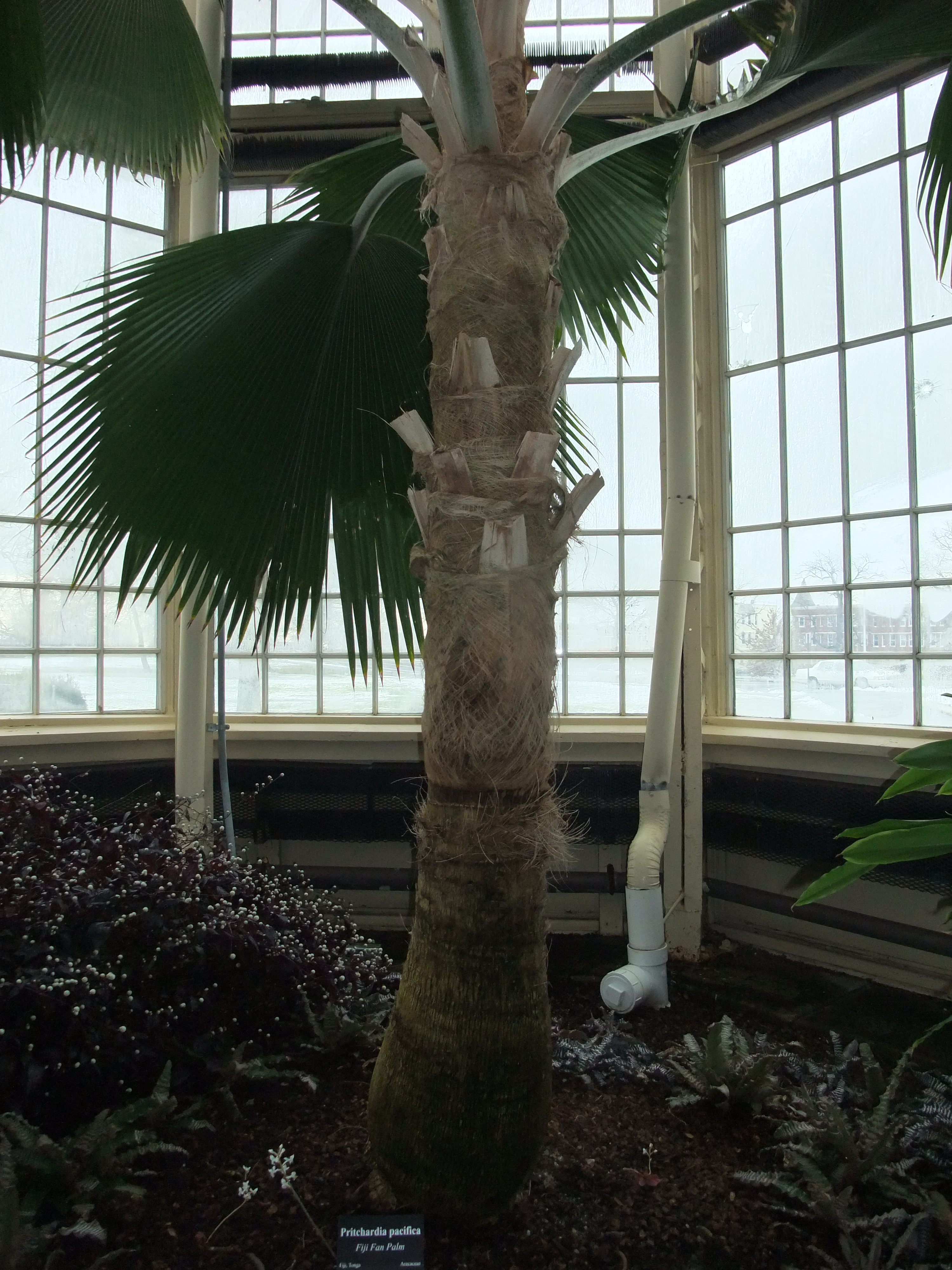
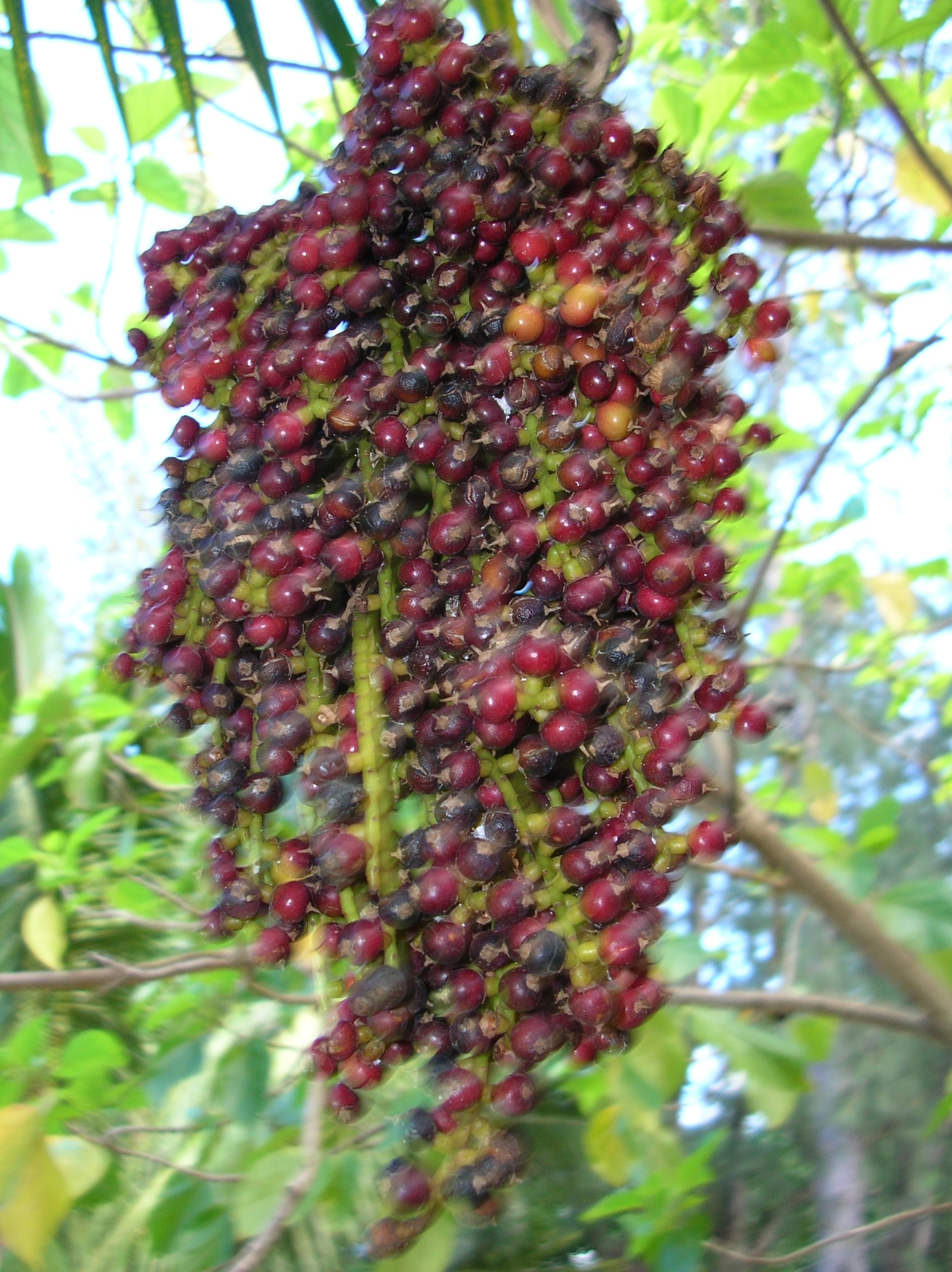
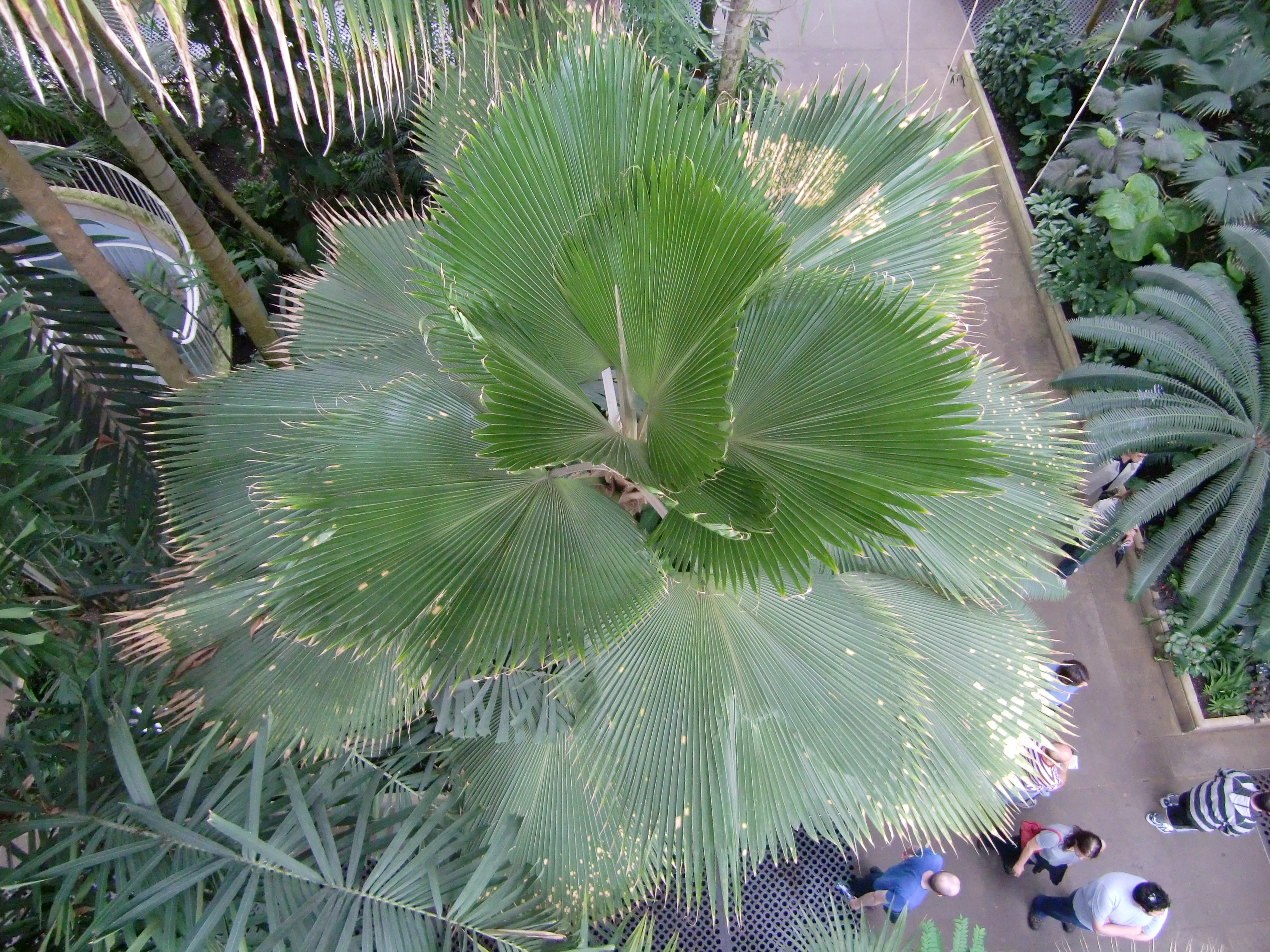
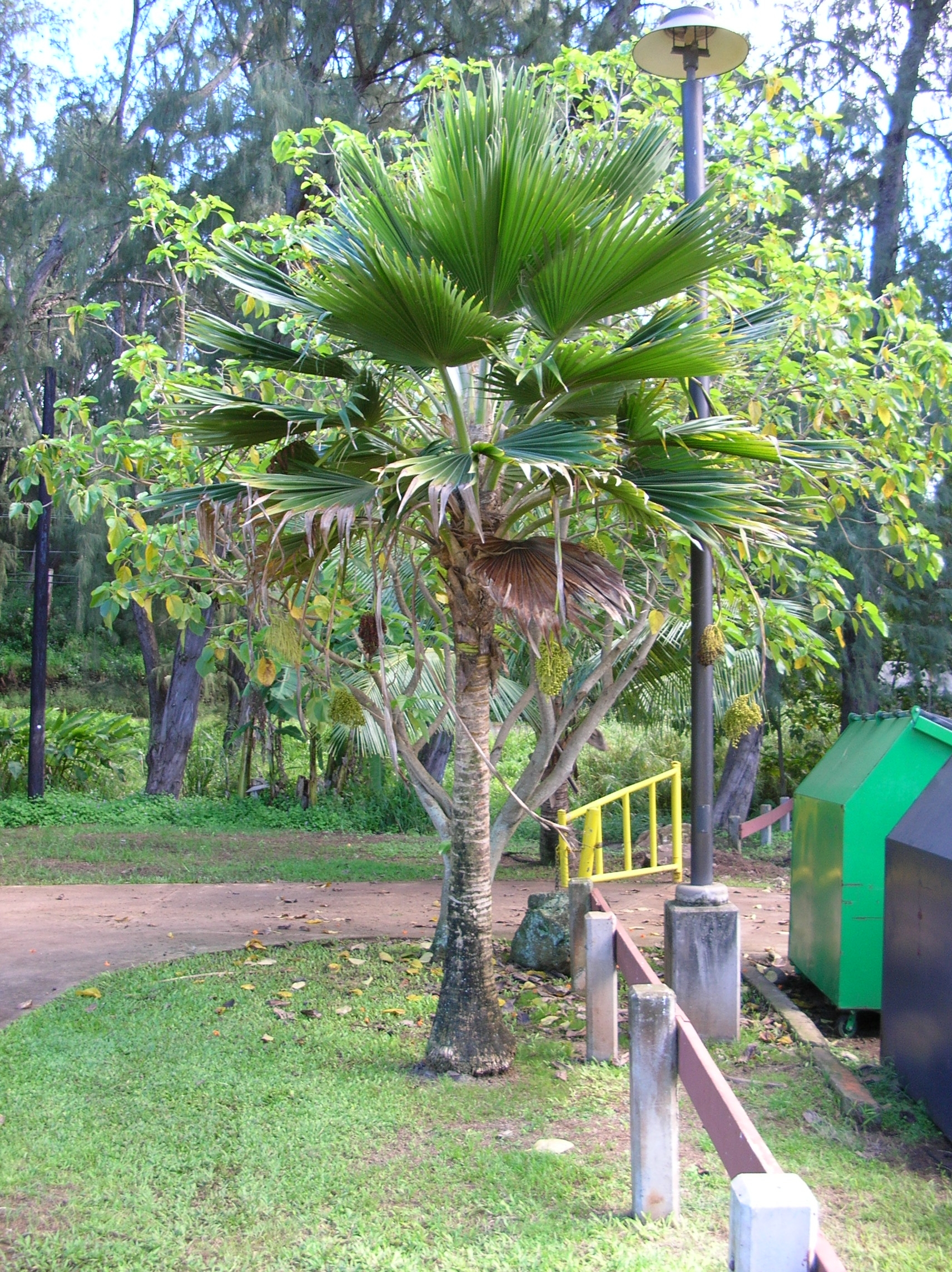
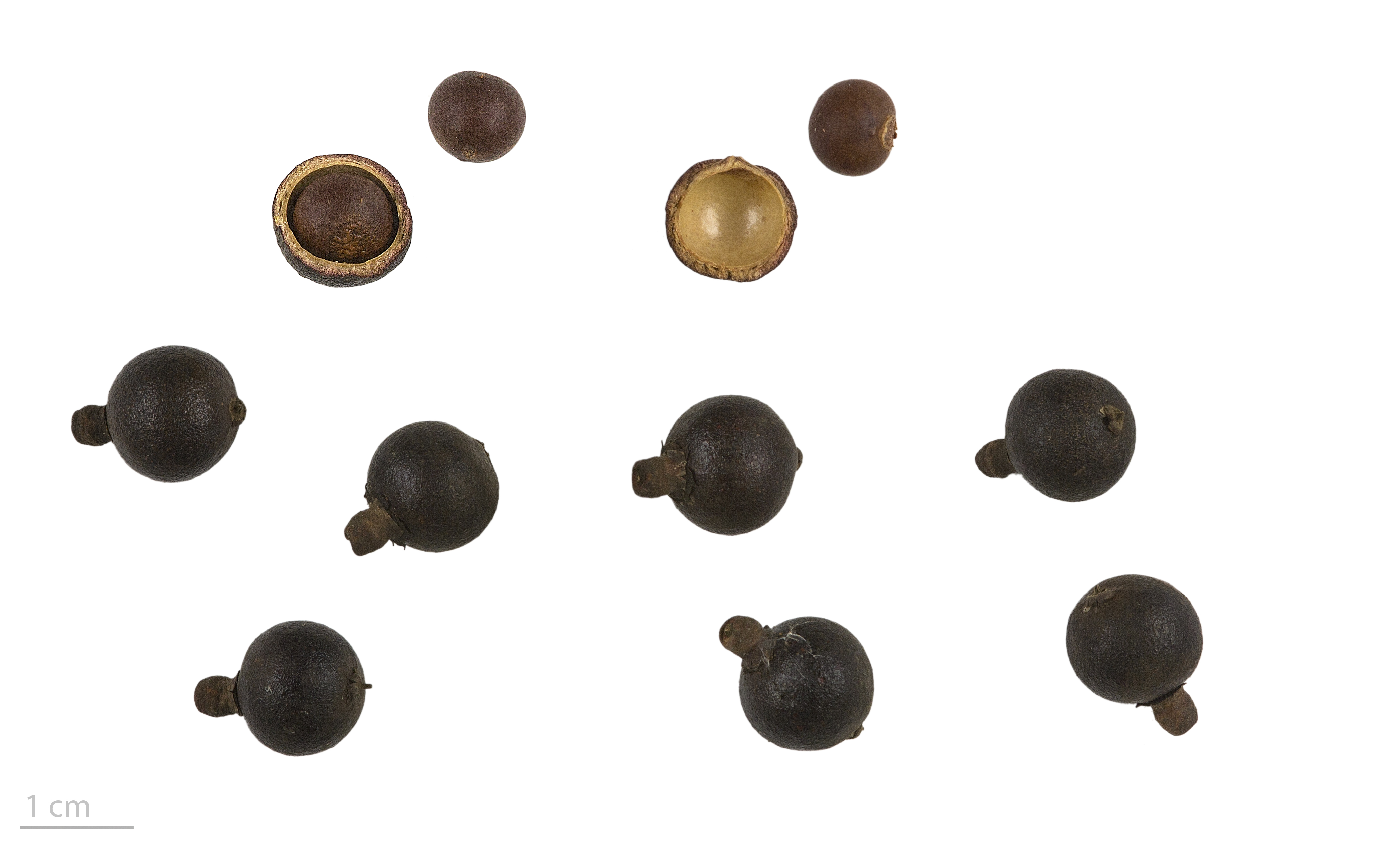
Pritchardia pacifica - Museum specimen